# Улица Младе Босне (Београд)
| Улица · МЛАДЕ БОСНЕ | Улица · МЛАДЕ БОСНЕ                       |
| ------------------- | ----------------------------------------- |
|                     |                                           |
| Општина             | Врачар                                    |
| Почетак             | Раскрсница Јужни булевар и Максима Горког |
| Крај                | Уица Владимира Карића                     |
| Дужина              | 400 m                                     |
| Ширина              | 10 m                                      |
|                     |                                           |
|                     |                                           |
|                     |                                           |

Улица Младе Босне се налази у Београду, припада Општини Врачар. Улица се протеже од раскрснице Јужног булевара и Максима Горког, поред улице Господара Вучића до улице Владимира Карића. Улица је дуга 400 метара.

## Порекло назива улице
Улица носи име по револуционарној организацији младих српских националиста из Босне и Херцеговине на почетку XX века. Ти српски националисти су се окупили и назвали се Млада Босна. Организација се залагала за југословенску идеју и за уједињење свих Јужних Словена у једну државу. Они су се храбро борили против Аустроугарске монархије и организовали су атентат на аустријског надвојводу Франца Фердинанда у лето 1914. године. То је био повод за Првог светски рат.

## Институције у улици и у близини
- Пошта
- Дечији вртић Гуливер[3]
- Друга економска школа
- Универзитет у Београду, Факултет безбедности

## Градске линије у близини улице
Близу улице Младе Босне пролазе аутобуси 25, 25п, 26, 46 и 55.